# Nordfjord

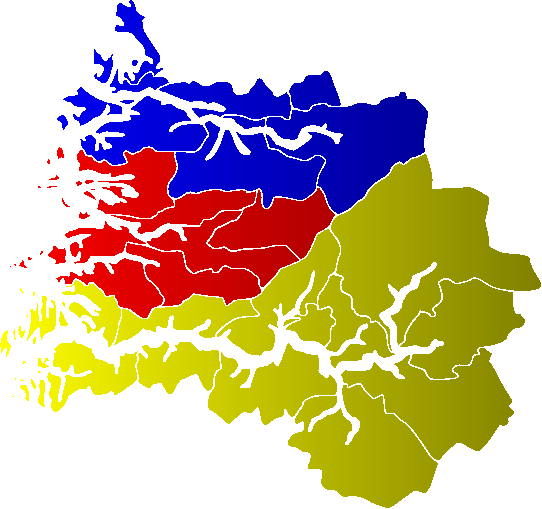
Landskapen i Sogn og Fjordane fylke: Nordfjord blått, Sogn gult och Sunnfjord rött.

Nordfjord är det nordligaste av de tre urgamla landskap (syssla) som i dag utgör Sogn og Fjordane fylke på Vestlandet i Norge. Det utsträcker sig i öst-västlig riktning på ömse sidor om den drygt 10 mil långa fjorden med samma namn som landskapet. Tillsammans med grannlandskapet Sunnfjord bildade den en gång det historiska fylket Fjordane (Firdafylke).
Nordfjord utgörs av de nuvarande kommunerna Eid, Gloppen, Hornindal, Selje, Stryn och Vågsøy, samt de norra delarna av Bremanger som i övrigt räknas till Sunnfjord. 
Nordfjord utgör ännu idag en i hög grad naturligt sammanhållen region, även om någon entydig centralort inte finns. De största tätorterna, Måløy, Nordfjordeid, Sandane och Stryn, är ganska jämnstora med 2 000-3 000 invånare vardera. Vissa centralfunktioner för distriktet har dock förlagts till Nordfjordeid, som ligger geografisk mest centralt. Nära färjeplatsen Anda, ungefär mitt emellan Nordfjordeid och Sandane, ligger Sandane lufthamn, som är en regional flygplats för Nordfjord. 
Befolkningsutvecklingen har i fylket som helhet varit mycket långsam. Detsamma har gällt i Nordfjord, och där har invånarantalet till och med legat stilla på omkring 30 000 de senaste 50 åren. Bakom dessa siffror döljer sig en ökad befolkning i de inre delarna, och en motsvarande minskning i de yttre.

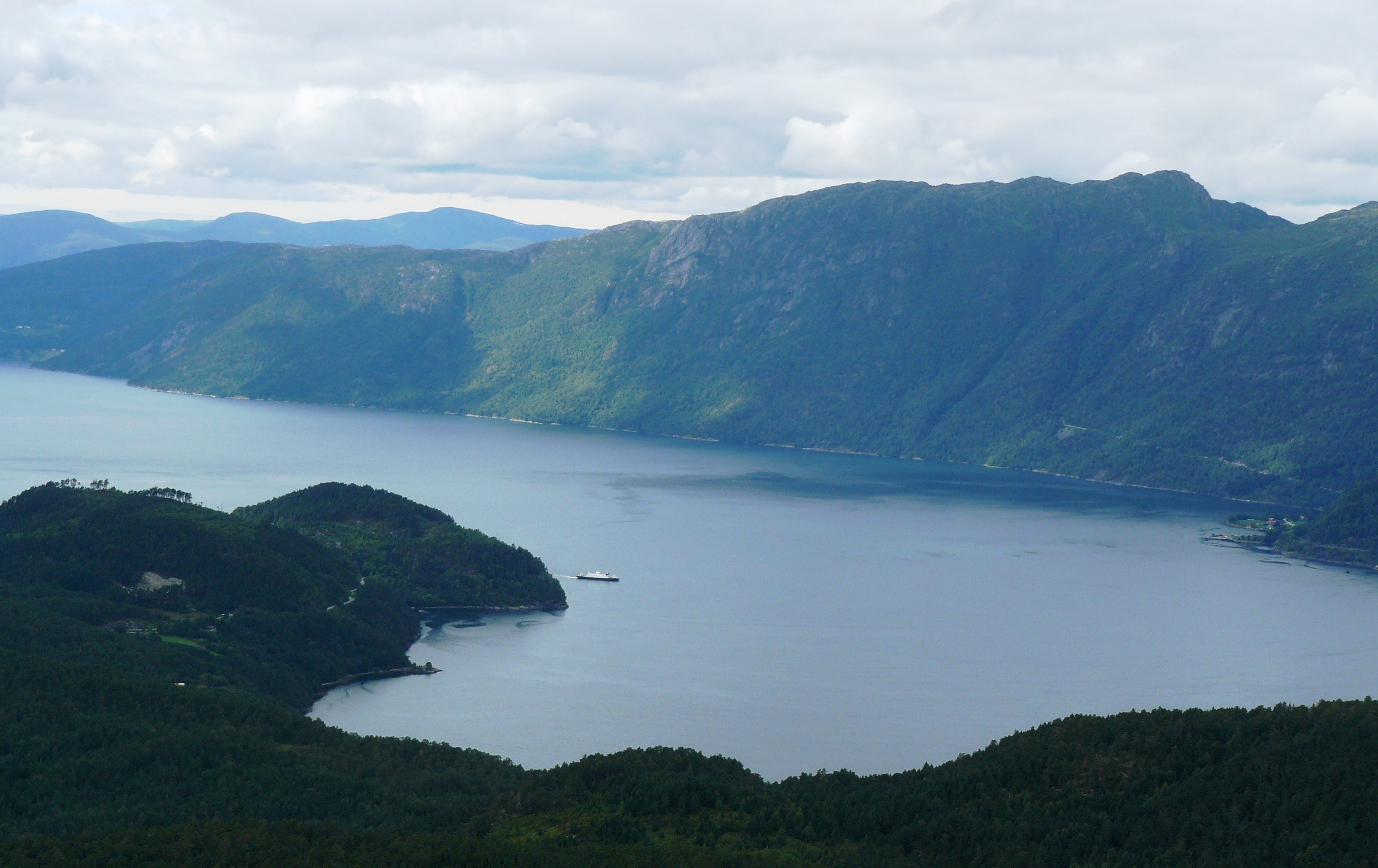
Färjeleden mellan Anda (till vänster) i Gloppen kommun och Lote (till höger) i Eid kommun korsar Nordfjorden ungefär vid dess mitt.
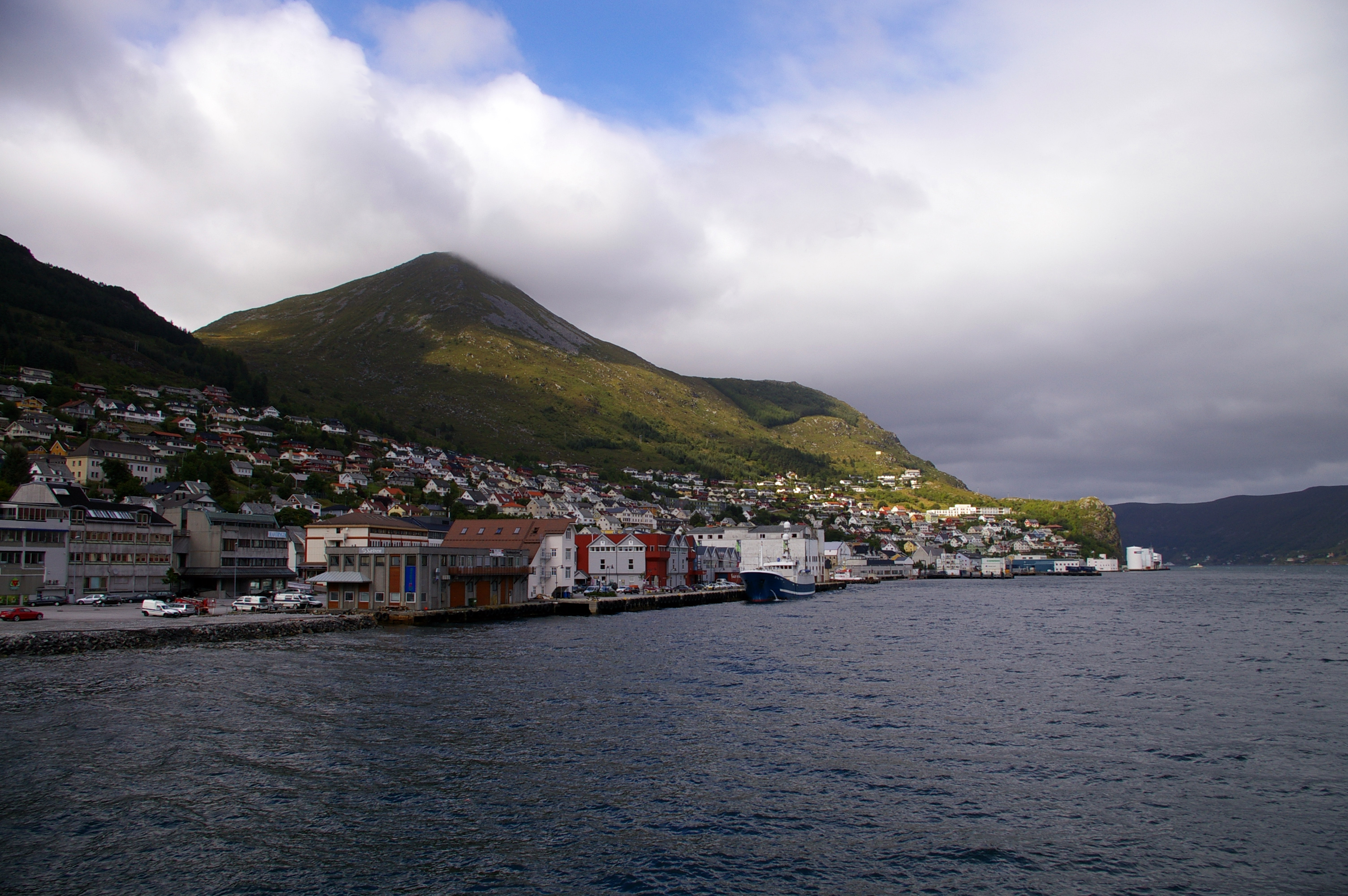
Måløy, den västligaste av tätorterna i Nordfjord.
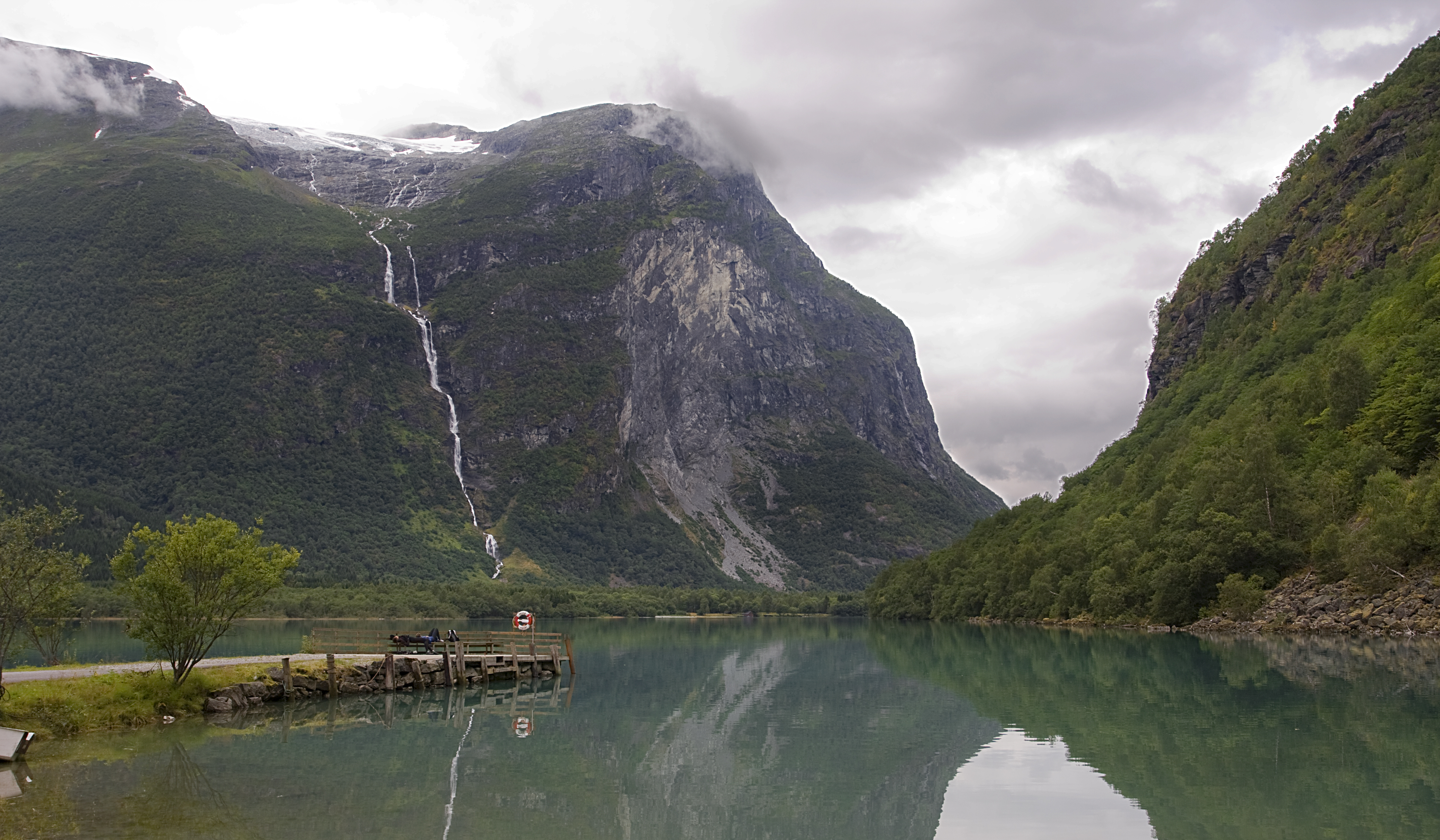
Ramnefjellet intill Lovatnet, med utlopp i Nordfjordens innersta del. Tre gånger under 1900-talet rasade enorma stycken från fjället och orsakade sådana vågor på sjön att två byar ödelades.